# Slowaakse kampioenschappen veldrijden
De Slowaakse kampioenschappen veldrijden zijn een jaarlijks terugkerende wedstrijd om te bepalen welke veldrijder er kampioen van Slowakije wordt.

## Kampioenen

### Elite, mannen
- 1996  Lubos Bachraty
- 1997  Ondrej Glajza sr.
- 1998  Róbert Glajza
- 1999  Róbert Glajza
- 2000  Róbert Glajza
- 2001  Róbert Glajza
- 2002  Róbert Glajza
- 2003  Róbert Glajza
- 2004  Róbert Glajza
- 2005  Milan Barényi
- 2006  Milan Barényi
- 2007  Maroš Kováč
- 2008  Milan Barényi
- 2009  Róbert Gavenda
- 2010  Róbert Gavenda
- 2011  Róbert Gavenda
- 2012  Martin Haring
- 2013  Martin Haring
- 2014  Martin Haring
- 2015  Martin Haring
- 2016  Martin Haring
- 2017  Martin Haring
- 2018  Ondrej Glajza jr.
- 2019  Matej Ulik
- 2020  Matej Ulik
- 2021  Matej Ulik
- 2022  Martin Haring
- 2023  Matej Ulik

### U23
- 2000 Branislav Stejskal
- 2001 Peter Košút
- 2002 Marian Zovcak
- 2003 Stefan Gajdosik
- 2004 Marien Hecl
- 2006 Robert Bachraty
- 2007 Róbert Gavenda
- 2008 Róbert Gavenda

### Junioren
- 2003 Michal Prachar
- 2005 Róbert Gavenda
- 2006 Róbert Gavenda
- 2007 Peter Sagan
- 2008 Matej Medved
- 2009 Jaroslav Chalas
- 2010 Ondřej Glajza
- 2011 Ondřej Glajza
- 2012 Simon Vozar
- 2013 Juraj Bellan
- 2014 Jakub Kurty
- 2015 Ian Gajdosik
- 2016 Jakub Varhaňovský
- 2017 Lukáš Kubiš
- 2018 Jakub Jenčuš
- 2019 Matej Piga
- 2020 Lukás Sokolik
- 2021 Matthias Schwarzbacher
- 2022 Matthias Schwarzbacher

### Vrouwen
- 2007 Julia Kubikova
- 2008 Zuzana Vojtášová
- 2009 Zuzana Vojtášová
- 2010 Zuzana Vojtášová
- 2011 Janka Keseg Števková
- 2012 Tereza Medvedová
- 2013 Tereza Medvedová
- 2014 Janka Keseg Števková
- 2015 Janka Keseg Števková
- 2016 Janka Keseg Števková
- 2017 Janka Keseg Števková
- 2018 Janka Keseg Števková
- 2019 Janka Keseg Števková
- 2020 Tereza Kurnická
- 2021 Tereza Kurnická
- 2022 Viktória Chladonová
- 2023 Viktória Chladonová
- 2024 Viktória Chladonová

Kampioenschappen:  Wereldkampioenschappen ·
 Europese kampioenschappen ·
 Pan-Amerikaanse kampioenschappen
 België ·
 Canada ·
 Denemarken ·
 Duitsland ·
 Finland ·
 Frankrijk ·
 Hongarije ·
 Ierland ·
 Italië ·
 Japan ·
 Kroatië ·
 Luxemburg ·
 Nederland ·
 Nieuw-Zeeland ·
 Noorwegen ·
 Oostenrijk ·
 Polen ·
 Servië ·
 Slowakije ·
 Spanje ·
 Tsjechië ·
 Verenigd Koninkrijk ·
 Verenigde Staten ·
 Zweden ·
 Zwitserland
Klassementen:  Wereldbeker ·
 Superprestige ·
 X²O Badkamers Trofee ·
 HSF System Cup ·
 USCX Series ·
 Coupe de France ·
 National Trophy Series ·
 Giro d'Italia Ciclocross ·
 Copa de España ·
 New England Series ·
 Swiss Cyclocross Cup
Overig:  Exact Cross
Voormalig:  EKZ CrossTour ·  Rectavit Series ·  US Cup